# 浜加積村
浜加積村（はまかづみむら）は、かつて富山県中新川郡にあった村。

## 地理
北西側は富山湾に面する。

## 沿革
- 1889年（明治22年）4月1日 - 町村制の施行により、上新川郡北野村、辰尾村、中川原村、坪川村、坪川新村、高塚村、荒俣村、曲淵村、北野新村、中ノ嶋村、浜四ツ屋村、大島新村、中塚新村の区域の一部をもって、上新川郡浜加積村が発足する。
- 1896年（明治29年）3月29日 - 郡制の施行のため、上新川郡の区域から分立して、中新川郡が発足により、中新川郡の所属になる。
- 1953年（昭和28年）11月1日 - 中新川郡滑川町、中加積村、西加積村、北加積村、東加積村、早月加積村及び浜加積村が合併して、中新川郡滑川町が発足する。曲淵にあった旧村役場は1960年（昭和35年）まで出張所として使用された[3]。